# Cronaca di Melrose
La Cronaca di Melrose è una cronaca medievale tratta dal manoscritto cottoniano, Faustina B. IX, conservato presso il British Museum di Londra. Nonostante sia anonima, la sua redazione è stata ricondotta ai monaci dell'Abbazia di Melrose.
La cronaca, che interessa il periodo dall'anno 735 all'anno 1270, è costituita da due frammenti separati. Il primo, che va dal 745 al 1140 circa (anno di fondazione dell'Abbazia di Melrose), si risolve in una raccolta di scritti della Cronaca anglosassone e di altre opere storiche sia di Simeone di Durham che di Ruggero di Hoveden. Il secondo, che inizia nel 1140 e termina con il 1270, contiene invece opere originali ed è considerato dalla storiografia più importante del primo frammento.
La cronaca sarebbe stata trafugata da Melrose probabilmente durante il periodo della Riforma.